# プリマヴェーラ・サウンド
プリマヴェーラ・サウンド（Primavera Sound）は、スペインのバルセロナにて、2001年から年一回開催される音楽フェスティバルである。通例5月の終わり頃、または6月初めに開催される。スペインで最も規模の大きいフェスティヴァルの一つであり、2010年には10万人の観客数を動員し、2017年には20万人を超えた。
インディーズ系のアーティストを中心に、ロック、ポップ、エレクトロニック、ヒップホップ、ジャズ、フォーク、ヘヴィメタル、エクスペリメンタルなど出演アーティストのタイプは多岐にわたる。

## 概要
プリマヴェーラ・サウンドは1990年代からバルセロナで小規模なイベントとして開催されていたが、2001年にPoble Espanyolで大規模イベントとして複数のステージで開催され、約7,700人が集まった。その後、スペインで最も規模の大きいフェスティヴァルへと成長し、2010年には10万人、2017年には20万人を超える観客を動員した。

## 受賞歴
- Prizes of the Independent Music 2011 (organized by UFI): Better festival
- Altaveu 2011 Award
- Greener Festival Award 2012: in the category "Highly Commended"
- European Festival Awards: Artists' Favourite Festival in 2014
- Reward Waves of the Music 2014: Better musical spectacle
- Premi Continuarà-Vespre to La2 of Culture 2015

## ギャラリー

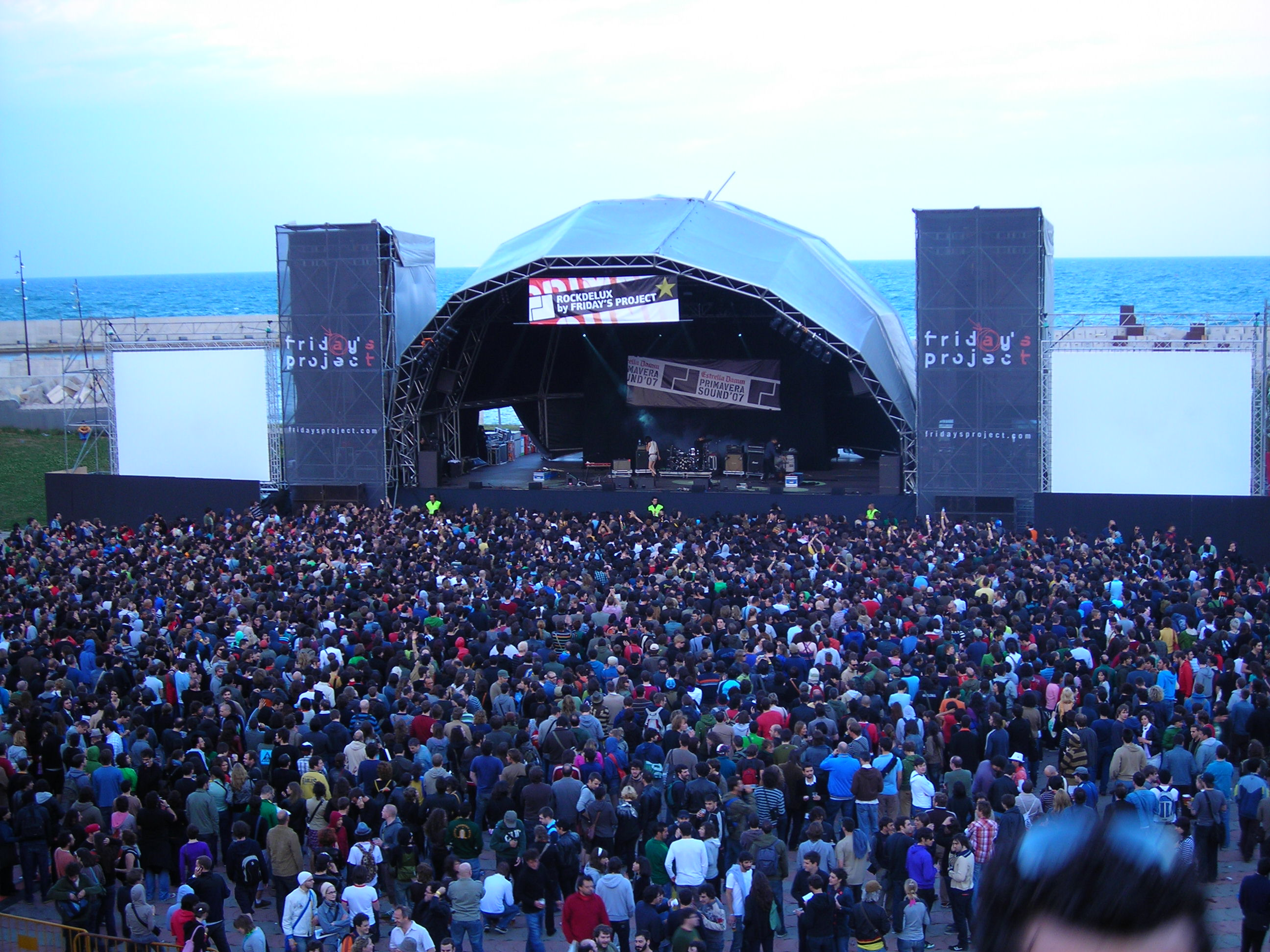
2007
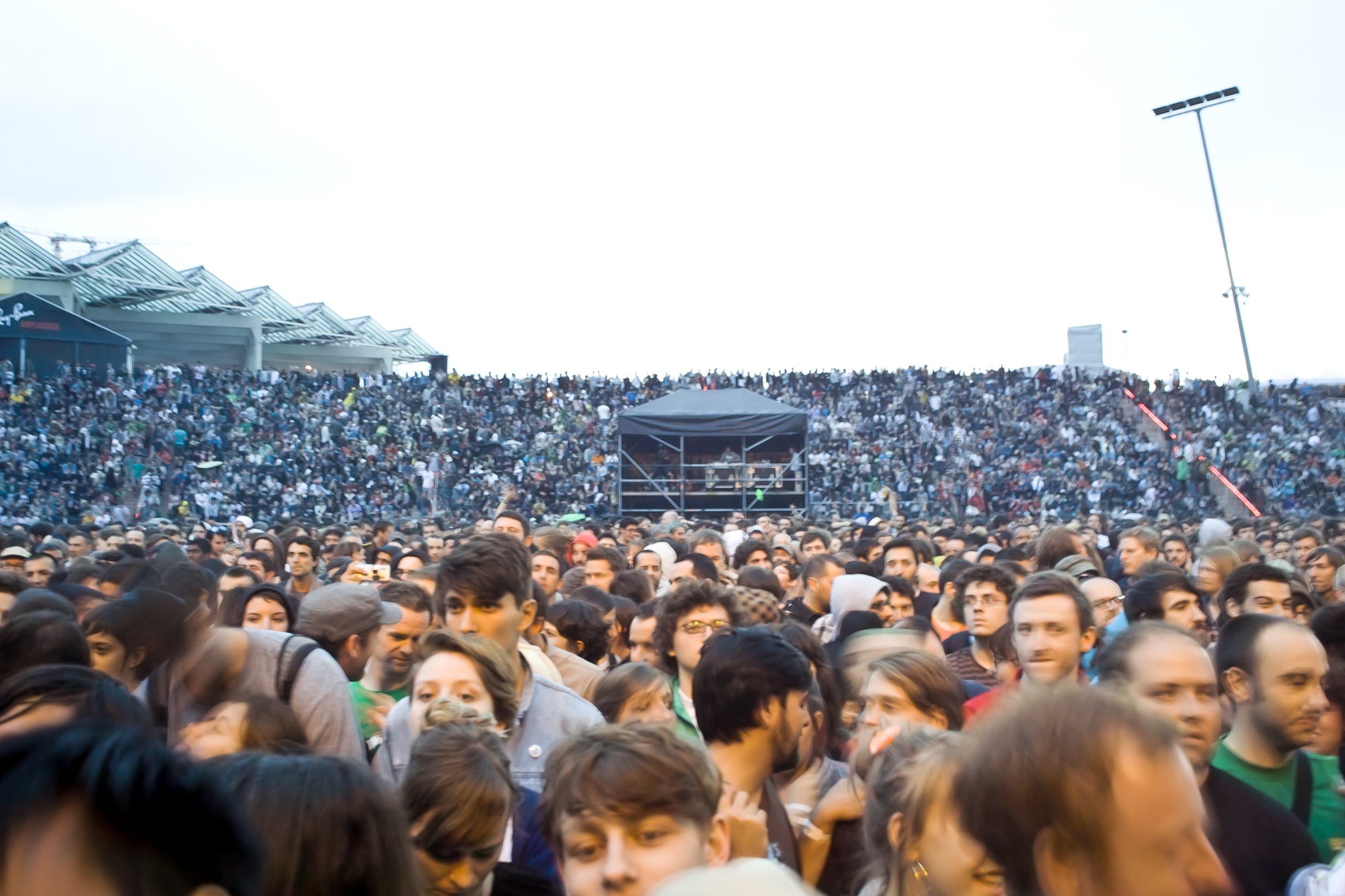
2010
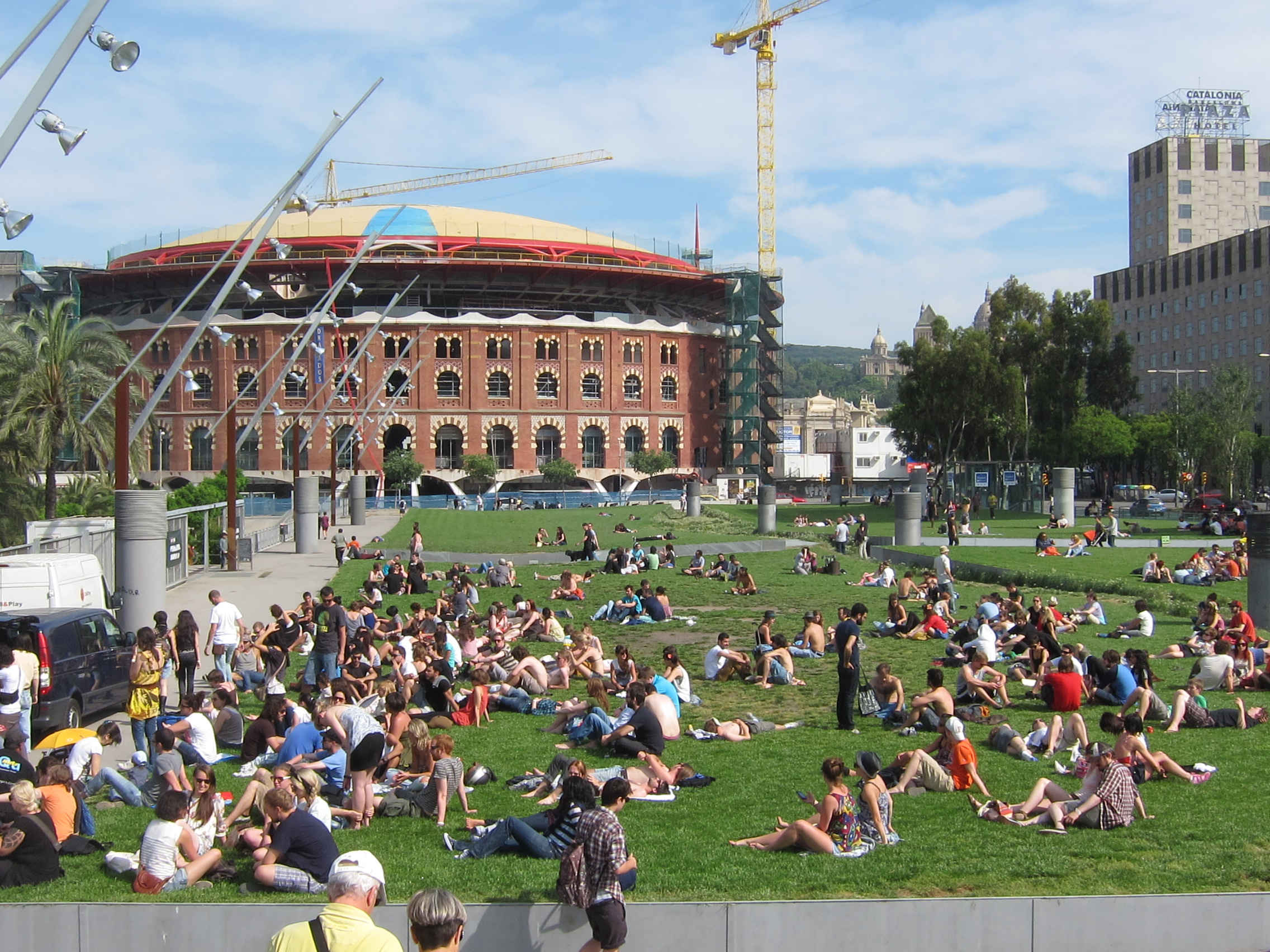
2010
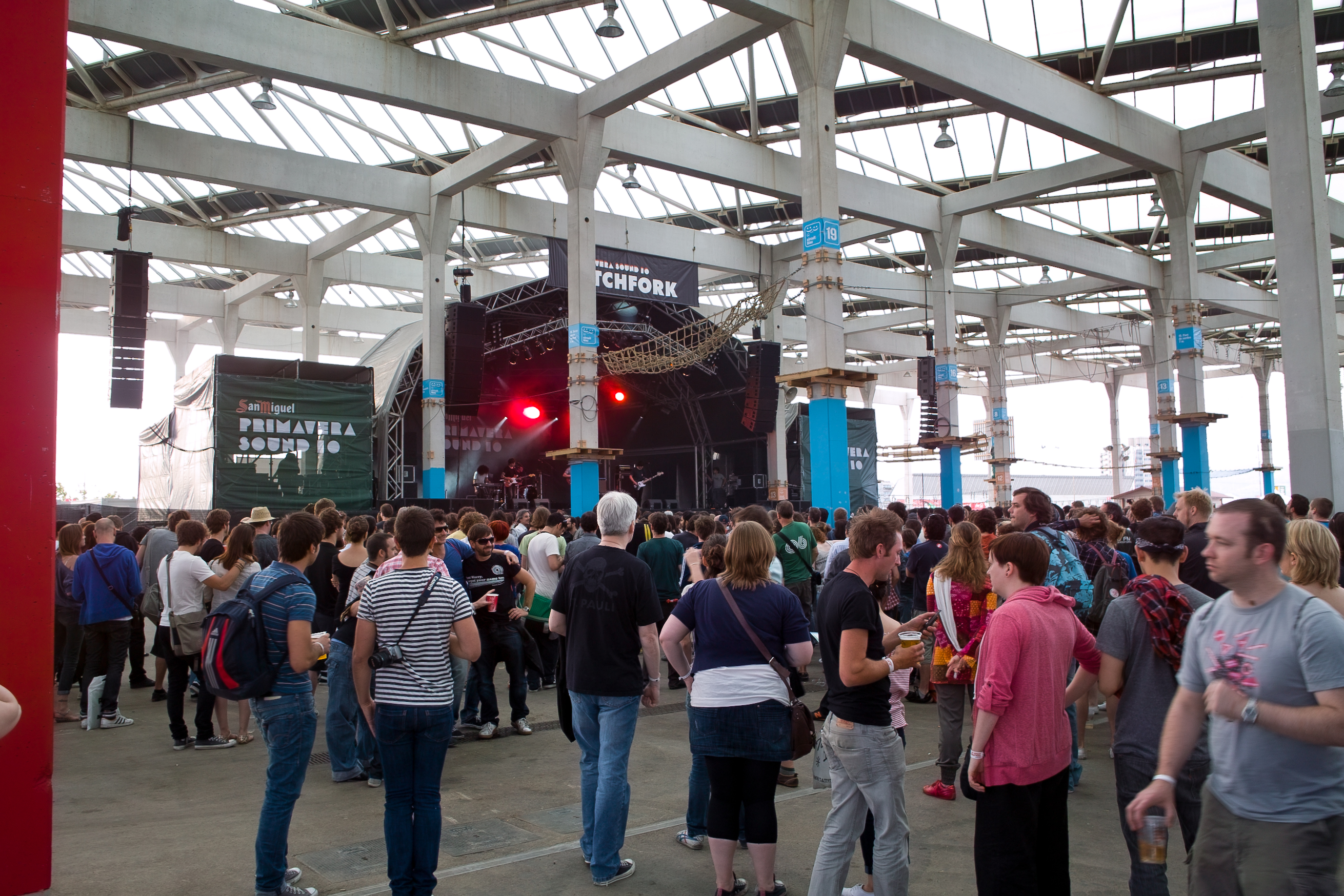
2010
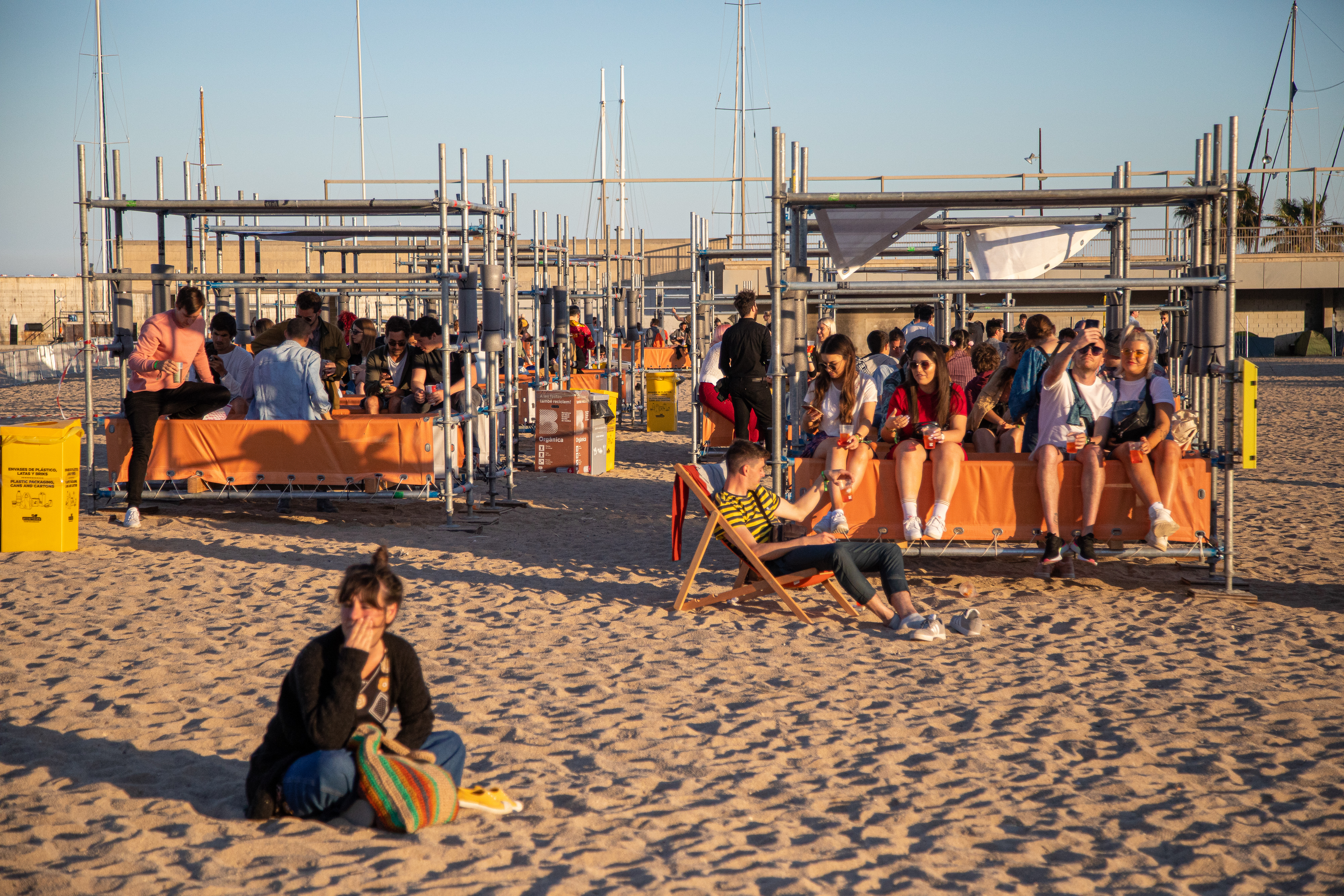
2019
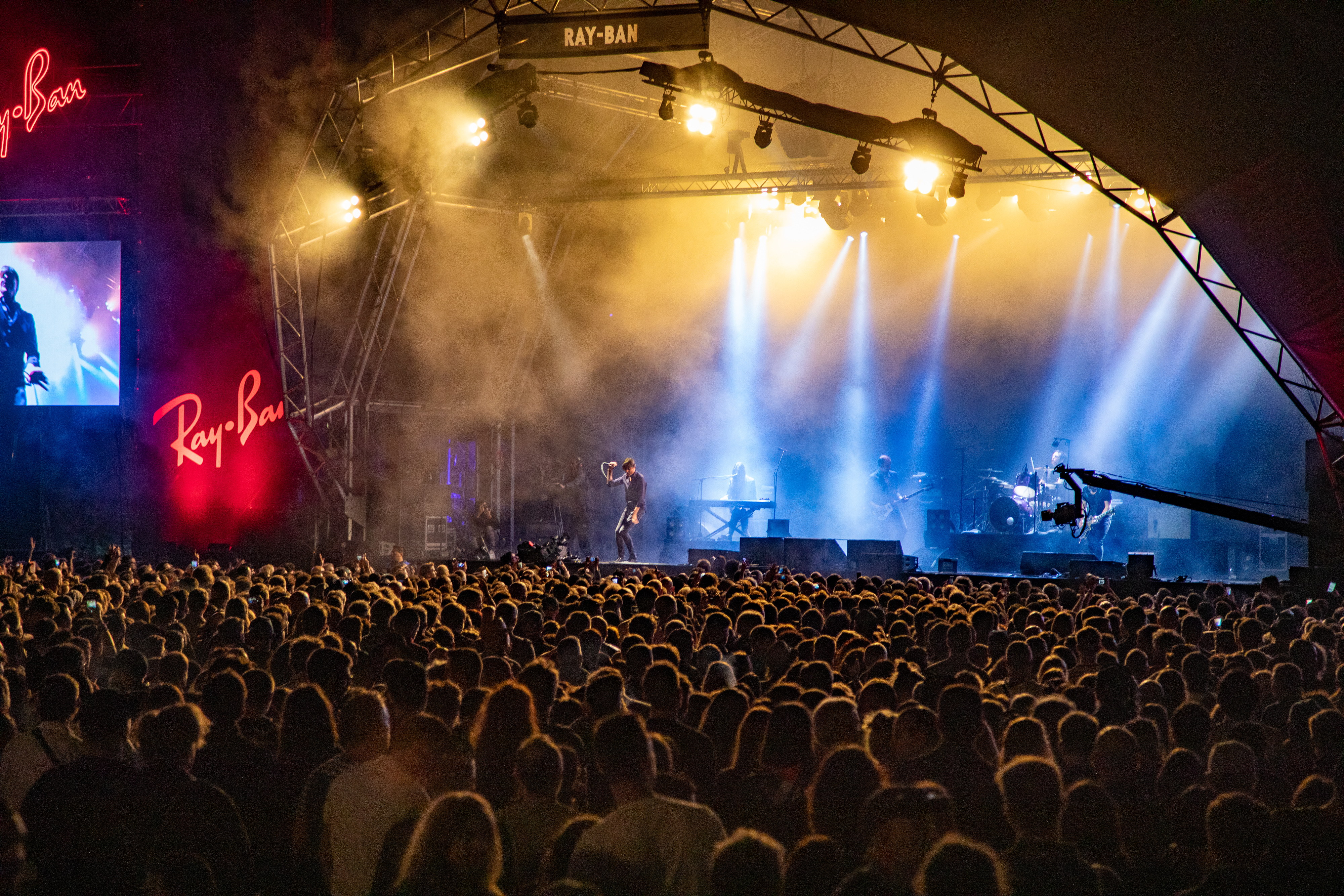
2019
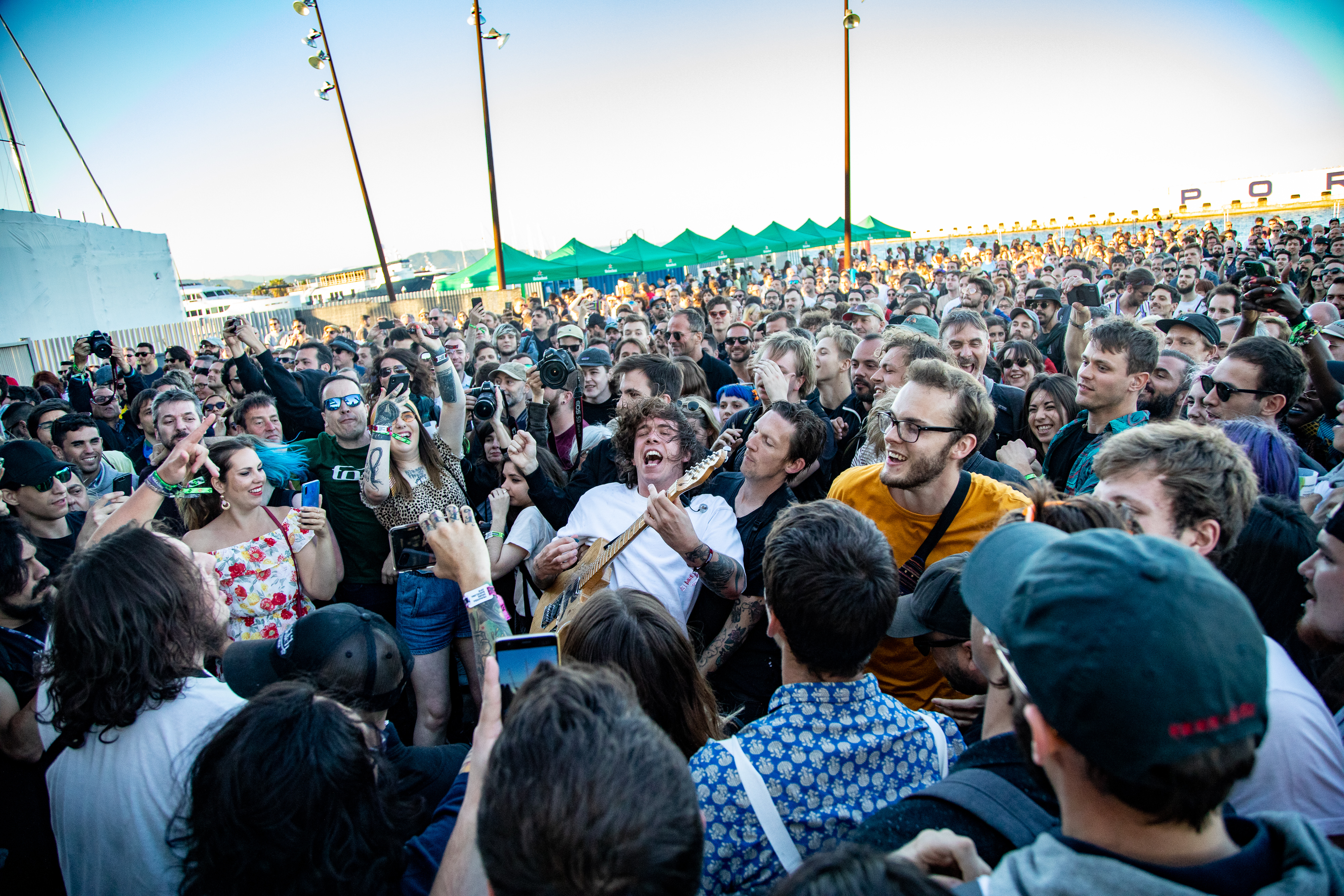
2019
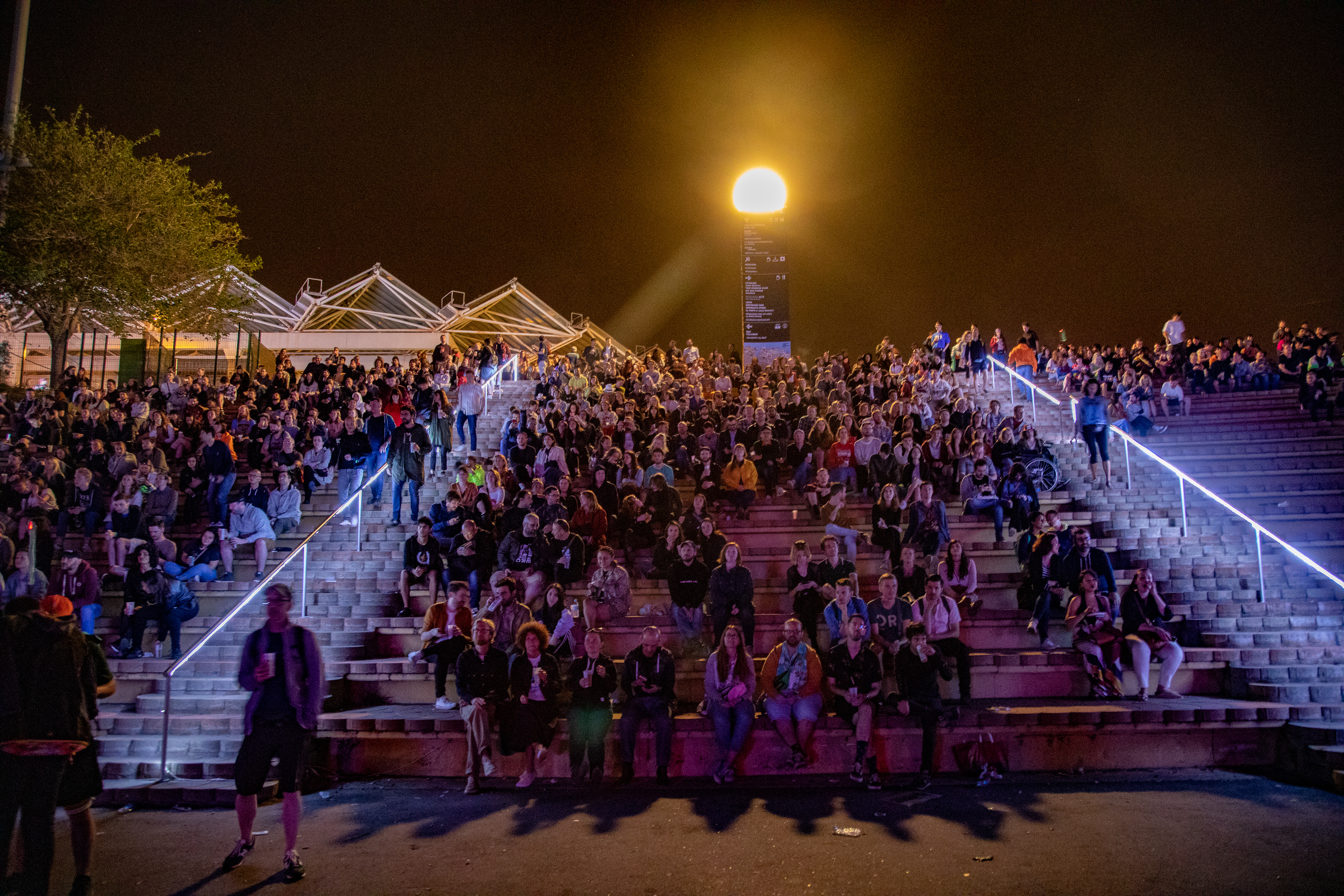
2019
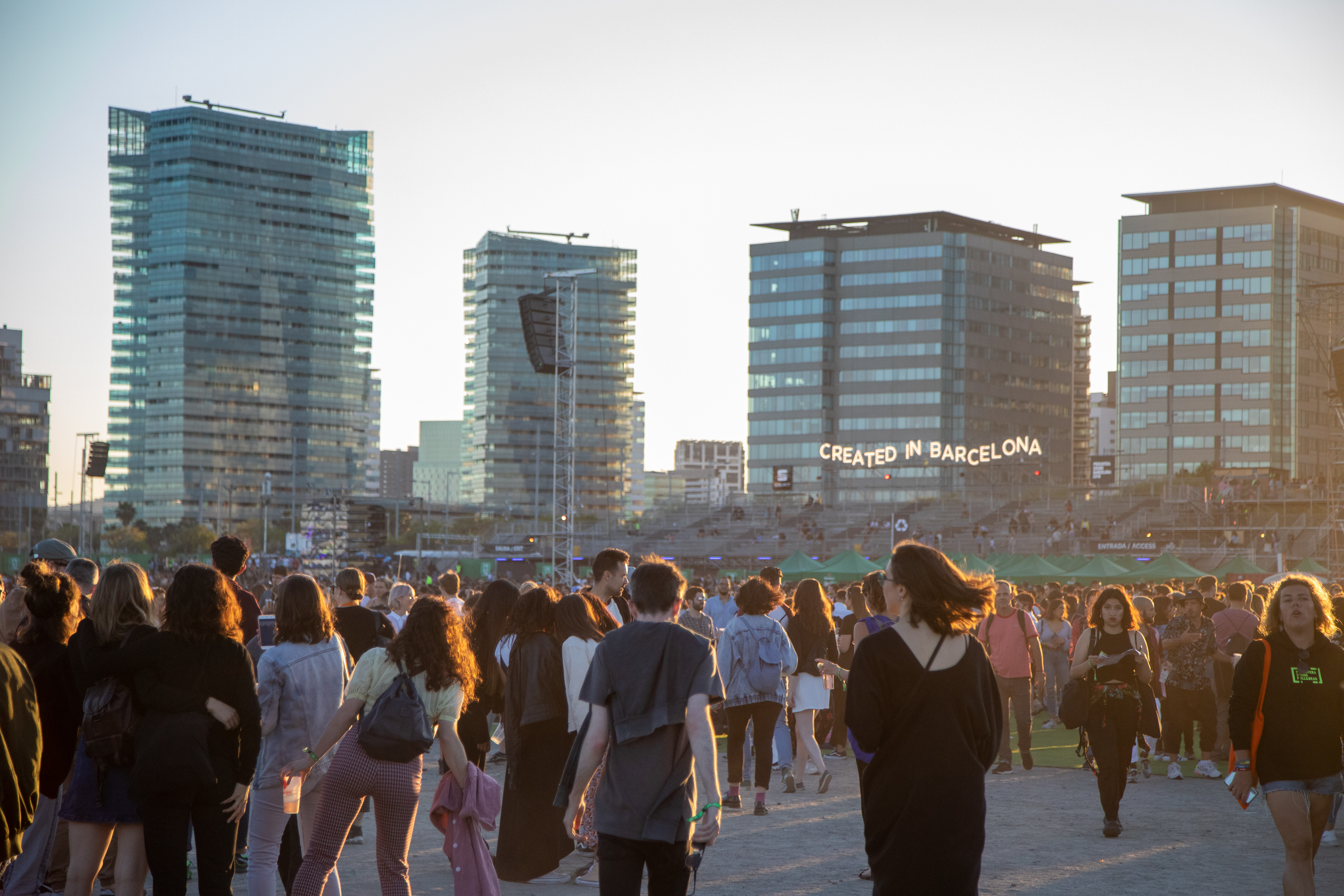
2019
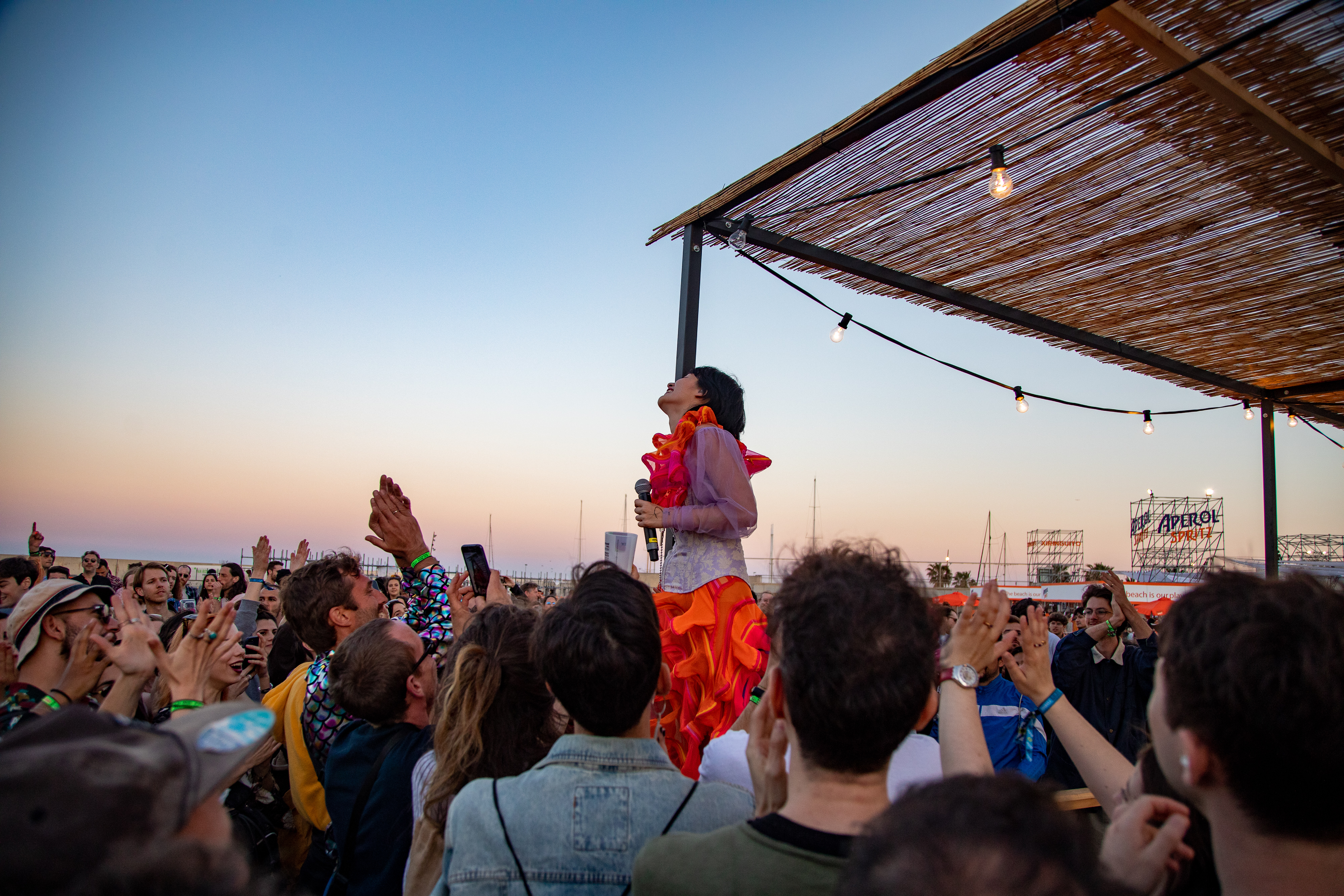
2019